# Gonoretodes timea
Gonoretodes timea är en fjärilsart som beskrevs av Watson 1965. Gonoretodes timea ingår i släktet Gonoretodes och familjen sikelvingar. Inga underarter finns listade i Catalogue of Life.